# Octavio Paz Solórzano
Octavio Ireneo Paz Solórzano (Ciudad de México, 20 de noviembre de 1883 - Los Reyes La Paz, 10 de marzo de 1935) fue un abogado y periodista mexicano, padre del Premio Nobel de Literatura Octavio Paz Lozano, e hijo del connotado periodista Ireneo Paz.

## Biografía
Nació en Ciudad de México  el 20 de noviembre de 1883. Realizó sus estudios en la Escuela Nacional Preparatoria y en la Universidad Nacional de México, en la que se recibió como licenciado en Derecho el 11 de noviembre de 1911.
La tradición periodística familiar lo llevó a incursionar como representante y difusor de las ideas de la Revolución suriana desde 1914 hasta 1919. Durante ese tiempo, colaboró en diversos medios de difusión regional, escribiendo sobre la necesidad de llevar comisiones a distintos países para difundir los ideales del Caudillo del Sur (Emiliano Zapata). En este tenor, en 1914 fundó en la Ciudad de México, en la otrora imprenta de El Imparcial junto con Conrado Díaz Soto y Gama, la efímera publicación El Nacional, uno de los proyectos más ambiciosos del zapatismo en cuanto al periodismo se refiere, pero que, no obstante, tuvo apenas cinco números.
El 2 de octubre de 1916 llegó a Estados Unidos, comisionado por Emiliano Zapata para difundir propaganda revolucionaria, y se instaló en Los Ángeles, California, a donde más tarde lo siguieron su esposa, Josefa Lozano, y su hijo Octavio Paz.
En los primeros meses de exilio, Paz Solórzano mantuvo intensa correspondencia con los jefes sureños (algunos de los cuales nunca contestaron sus misivas) e informó de manera oportuna sus operaciones y el estado de la opinión extranjera respecto a la Revolución. Al poco tiempo consolidó la circulación del diario La Semana, en el que se publicaban los pormenores del movimiento suriano y se criticaba al gobierno carrancista.
Octavio Paz regresó a México en 1919, tras la muerte de Zapata. De 1920 a 1922 fue diputado por el Partido Nacional Agrarista, mismo que ayudó a formar al lado de Antonio Díaz Soto y Gama. Durante el último año de su diputación, colaboró en la creación de la Ley Evolutiva Agraria, que durante diez años otorgaría protección a los pobres del país.
A partir de 1929, Paz Solórzano colaboró en medios periodísticos como el Magazine para todos, suplemento de El Universal, así como en El Crisol y El Porvenir, en los cuales relató algunos episodios de la Revolución agrarista y anécdotas de sus campañas revolucionarias.
Murió el 10 de marzo de 1935, al ser atropellado y despedazado por un tren del Ferrocarril Interoceánico.